# داگلاس الکساندر
داگلاس الکساندر (انگلیسی: Douglas Alexander؛ زادهٔ ۲۶ اکتبر ۱۹۶۷) سیاست‌مدار پیشین حزب کارگر در اسکاتلند است که از سال ۱۹۹۷ تا زمان شکست خود در سال ۲۰۱۵ به عنوان نماینده پارلمان (MP) برای پیزلی و رنفروشایر جنوبی، و پیش از آن پیزلی جنوبی، خدمت کرد. به عنوان وزیر اسکاتلند، وزیر حمل و نقل و وزیر توسعهٔ بین‌المللی در کابینه در زمان نخست وزیران تونی بلر و گوردون براون. او متعاقباً در کابینه سایه اد میلیبند به عنوان وزیر امور خارجه در سایه کار و بازنشستگی و وزیر خارجه در سایه خدمت کرد.
الکساندر نخستین بار در سال ۱۹۹۷ در انتخابات میان دوره‌ای پیزلی جنوبی برای عضویت پارلمان انتخاب شد. در سال ۲۰۰۱، او توسط تونی بلر به عنوان وزیر امور خارجه برای تجارت الکترونیک و رقابت در وزارت تجارت و صنعت منصوب شد. او از سال ۲۰۰۲ تا ۲۰۰۳ وزیر دولت در دفتر کابینه بود. در سال ۲۰۰۳ به سمت وزیر دفتر کابینه و صدراعظم دوک نشین لنکستر ارتقا یافت. او در سال ۲۰۰۴ به عنوان وزیر بازرگانی منصوب شد و به‌طور مشترک در وزارت امور خارجه و مشترک المنافع (FCO) و در وزارت تجارت و صنعت خدمت کرد.
در انتخابات عمومی سال ۲۰۰۵، حوزهٔ انتخابیه پیزلی جنوبی لغو شد و الکساندر به عنوان نماینده جانشین آن در Paisley و Renfrewshire South انتخاب شد. پس از انتخابات، الکساندر به عنوان وزیر در امور خارجه اروپا منصوب شد. در این دوره، الکساندر در کابینه حضور یافت و به عضویت شورای خصوصی درآمد. در سال ۲۰۰۶، الکساندر به‌طور مشترک به عنوان وزیر امور خارجه اسکاتلند و وزیر امور خارجه حمل و نقل منصوب شد. در سال ۲۰۰۷، زمانی که گوردون براون نخست‌وزیر شد، الکساندر را به عنوان وزیر امور خارجه در امور توسعه بین‌المللی منصوب کرد.
پس از شکست حزب کارگر در انتخابات عمومی سال ۲۰۱۰، الکساندر رئیس کمپین رهبری دیوید میلیبند بود. هنگامی که اد میلیبند رهبر حزب شد، الکساندر به کابینه سایه انتخاب شد و به عنوان وزیر امور خارجه در سایه کار و بازنشستگی منصوب شد. او این سمت را تا سال ۲۰۱۱ که به عنوان وزیر امور خارجه در سایه منصوب شد، حفظ کرد. در اکتبر ۲۰۱۳، او توسط میلیبند به عنوان رئیس استراتژی انتخابات عمومی حزب منصوب شد. در سال ۲۰۱۵، او در میان ۴۰ کرسی از دست رفته توسط حزب کارگر در اسکاتلند بود.

## اوایل زندگی و آغاز فعالیت حرفه‌ای
الکساندر در گلاسکو، پسر دکتر جویس اُ الکساندر و داگلاس ان الکساندر، مینیستر کلیسای اسکاتلند، چشم به جهان گشود.
بیشتر دوران کودکی او در بیشاپتون در رنفروشایر سپری شد. الکساندر به مدرسه جامع محلی خود در دبیرستان پارک مینز در ارسکین، همچنین در رنفروشایر، رفت و از آنجا در سال ۱۹۸۲ به عنوان دانش آموز به حزب کارگر پیوست.